# Казакевич, Владимир Александрович
Владимир Александрович Казакевич (6 мая 1896, Санкт-Петербург — 20 декабря 1937) — советский востоковед, специалист по лексикологии монгольского языка и по истории Монголии, по мнению советского лингвиста Н. Н. Поппе — крупнейший эксперт по монгольской истории XIV—XVII веков.

## Биография
Владимир Казакевич родился в городе Санкт-Петербург. После окончания училища начал трудовую деятельность на заводе, прошёл воинскую службу в рядах Красной Армии. Осенью 1921 года начал обучение на монгольском отделении Петроградского института живых восточных языков. Будучи студентом, по просьбе Учёного комитета Монголии совершил свою первую командировку в Ургу (Монголия) летом 1923 года. В ходе этой поездки он занимался поисками исторических рукописей, переводами российской и иностранной литературы на монгольский язык, а также — совершал экспедиции по стране для описания особенностей быта и хозяйства местного населения, в основном — бурят и монголов.
В ходе возвращения из Монголии в 1925 году Владимир Казакевич доставил в Москву законсервированную голову монгольского военачальника Джа-ламы. После этого он занимался исследованиями кочевых народностей центрально-азиатских районов и при монгольской семинарии изучал казак-киргизские наречия.
В 1926 году окончил Ленинградский восточный институт. Долгое время поддерживал дружеские отношения с выдающимся советским востоковедом Владиславом Котвичем.
В 1927 году Владимир Казакевич снова побывал в Монголии, где под руководством Н. Н. Поппе в районе Дариганга занимался этно-лингвистическими изысканиями и изучал археологические памятники. Результаты этой работы были опубликованы в 1934 году в пятом выпуске «Материалов Монгольской и Танну-Тувинской народных республик и Бурят-Монгольской АССР».
Из-за разногласий с научным руководством Института востоковедения в 1931 году Владимир Казакевич уехал для проведения самостоятельной работы в Бурятию. В результатe, вернувшись в 1932 году, он доставил из Агинского дацана 132 рукописи и ксилографа, а также передал в собственность Института востоковедения 18 образцов монгольских писем и административных документов. Все собранные реликвии вошли в состав коллекции Mongolica Nova Монгольского фонда Института восточных рукописей.
Владимир Казакевич с 1929 по 1937 год числился научным сотрудником Института востоковедения. 15 июня 1935 года без представления кандидатской диссертации ему была присвоена учёная степень кандидата исторических наук.
30 августа 1937 года он был арестован по обвинению в шпионской деятельности в пользу Японии по статье 58-1а УК РСФСР и приговорён к высшей мере наказания. Реабилитация Владимира Казакевича состоялась в 1989 году.